# Amelia Toledo

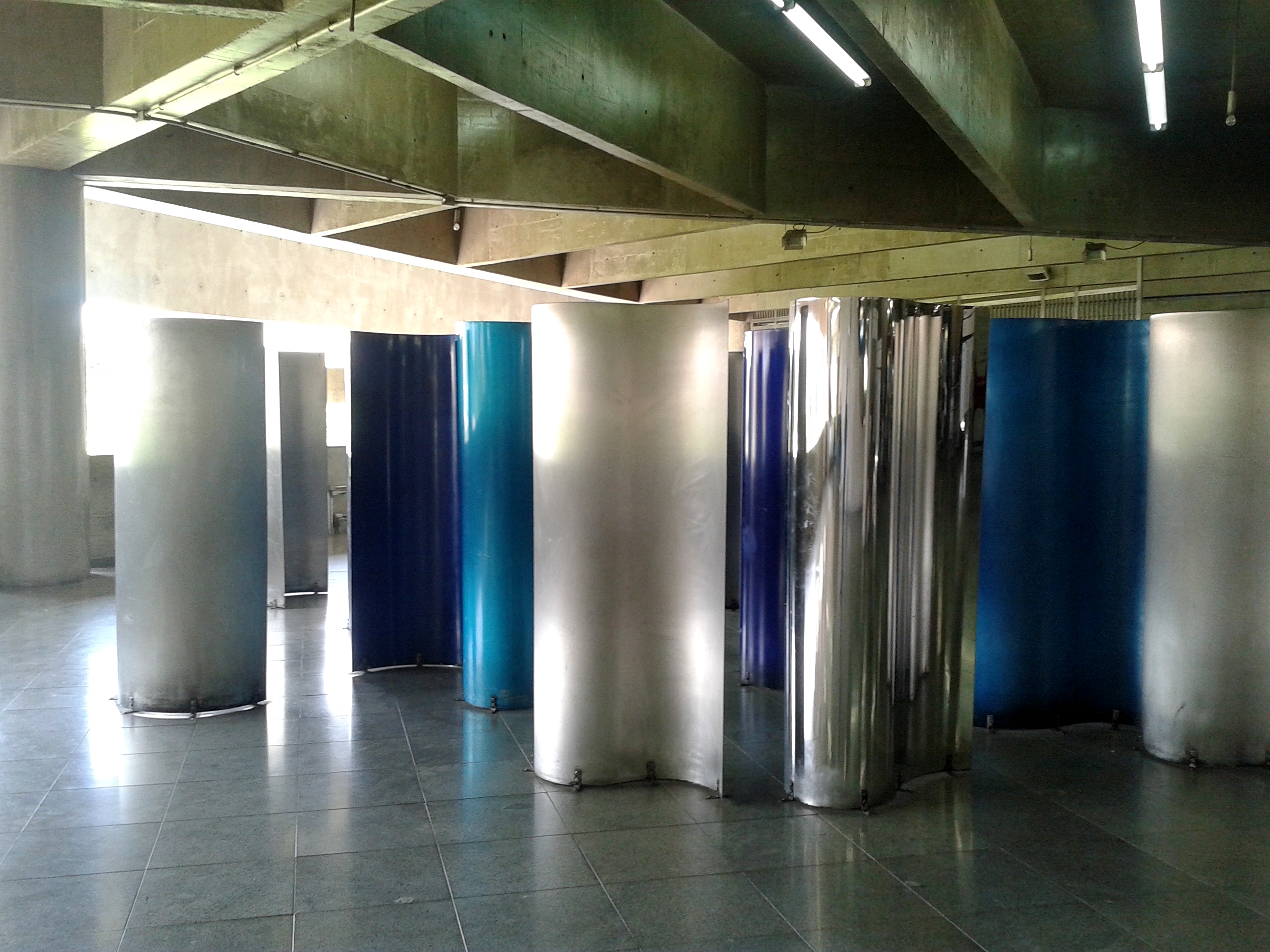
Amélia Toledo: Caleidoscópio, 1999. Estação Brás do Metrô – Distrito do Brás, São Paulo

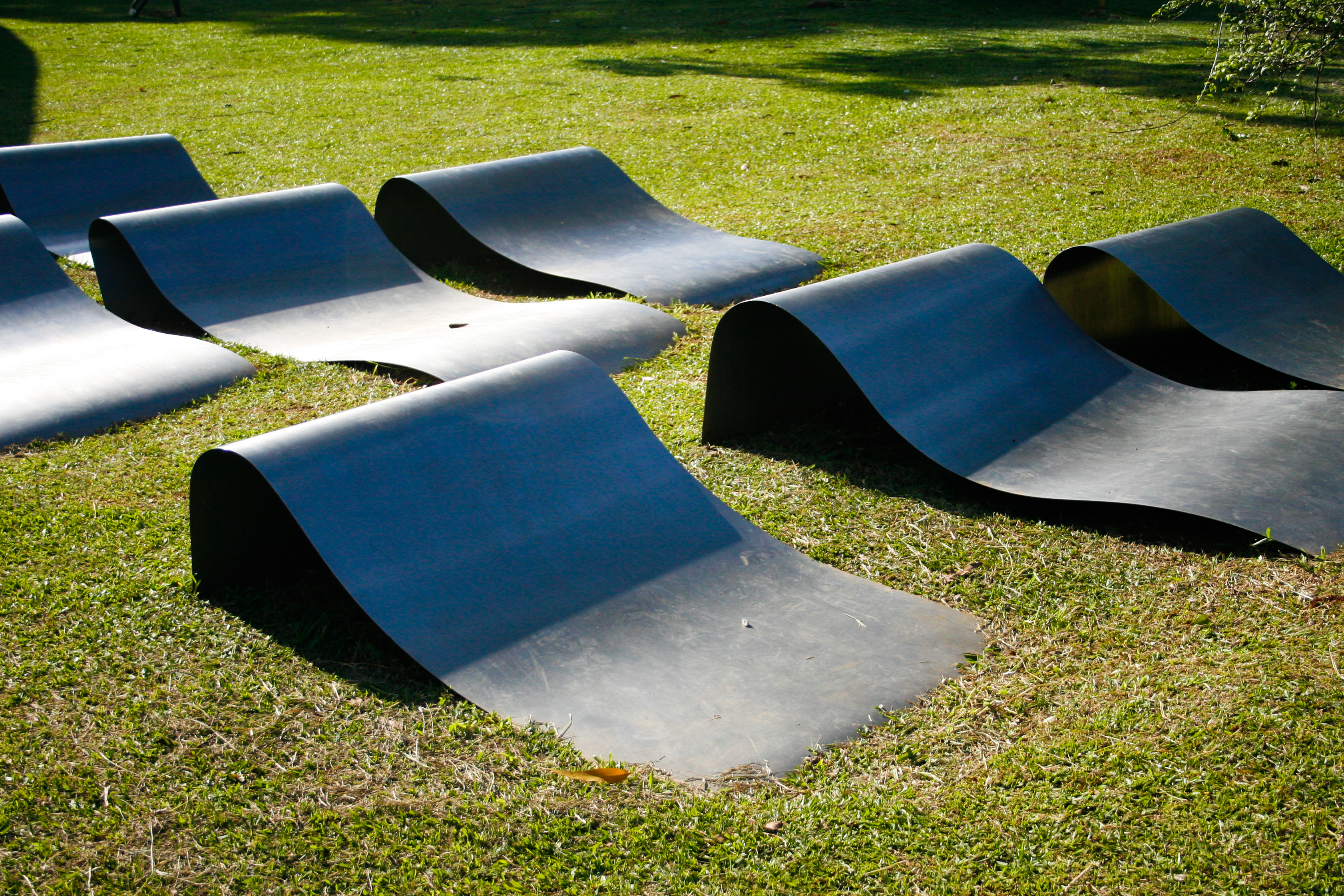
Sete Ondas

 Amelia Amorim Toledo (* 7. Dezember 1926 in São Paulo; † 7. November 2017 in Cotia) war eine brasilianische Bildhauerin, Malerin, Zeichnerin und Designerin.

## Leben und Werk
Toledo lebte von 1933 bis 1935 mit ihrer Familie in München und Freiburg und besuchte 1936 bis 1938 die Schule in São Paulo. Von 1943 bis 1947 wurde sie von Yoshyia Takaoka in Zeichnen und Malen unterrichtet. 1948 beginnt sie mit der Herstellung von Schmuck und arbeitete im Büro des Architekten Vilanova Artigas in São Paulo. Sie heiratete den Ingenieur Eustáquio Toledo Machado Filho, mit dem sie in Londrina, Paraná lebte und arbeitete an den Bauprojekten ihres Mannes mit. Mit einem Stipendium der brasilianischen Regierung studierte sie 1958 und 1959 an der London County Central School of Arts and Crafts. Als sie nach São Paulo zurückkehrte, studierte sie Metallgravur im Gravierstudio bei João Luís Oliveira Chaves und erhielt den Best Modern Jewelry Award im Wettbewerb H. Stern. Von 1962 bis 1964 besuchte sie Kurse an der neuen Universität in Brasilien, die ihr 1964 den Meistertitel an der Universität von Brasilia (UNB) verlieh. 1963 nahm sie an der 7. Biennale de São Paulo teil. Aus politischen Gründen war sie 1965 bis 1966 Lehrer in Portugal bei der National Society of Fine Arts in Lissabon und kehrte 1967 wieder zurück nach Brasilien, wo sie Professorin an der Fakultät für Architektur und Städtebau an der Mackenzie-Universität in São Paulo wurde. 1969 bis 1971 lebte sie in Rio de Janeiro und unterrichtete visuelle Methodik an der Superior School of Industrial Design in Esdi, von 1972 bis 1974 arbeitete sie als Lehrerin an der Fakultät für Bildende Kunst der Armando Álvares Penteado-Stiftung in São Paulo und fertigte Kostüme für das Theater und szenografische Elemente für das Kino an. 1975 zog sie wieder nach Rio de Janeiro widmete sich der Herstellung von Siebdruck, Lithographien, Naturstudien, grafischen Werken, visueller Poesie und Texten. Sie arbeitete mit dem Monthly Journal of Visual Arts der Galeria de Arte Moderna – GAM zusammen und führte den Film Yes Lady auf. 1987 nahm sie an der 19. Biennale von São Paulo teil. 2002 baut sie den Steinskulpturengarten unter den Erhebungen neben dem Ibirapuera-Park, bekannt als "Cebolinha", unter Verwendung von etwa 250 Tonnen Granit, Marmor, Quarz und anderen Steinarten. Ihre Werke befinden sich unter anderem in den Sammlungen des Kunstmuseums von São Paulo, der Pinacoteca des Staates São Paulo, des Museums für zeitgenössische Kunst der Universität von São Paulo, des SESC São Paulo, des Museums für zeitgenössische Kunst von Campinas und des Oscar Niemeyer Museum in Curitiba.

## Einzelausstellungen (Auswahl)
- 1957: Galeria Ambiente, São Paulo.
- 1969: Bonino Gallery, Rio de Janeiro.
- 1971: Museum für zeitgenössische Kunst, Universität von São Paulo.
- 1976: Museum für moderne Kunst von Rio de Janeiro.
- 1986: Kunstmuseum von Rio Grande do Sul, Porto Alegre.
- 1991: Calouste Gulbenkian Foundation, Lissabon.
- 1993: Kunstmuseum von São Paulo
- 1996: Centro Cultural do Banco do Brasil, Rio de Janeiro.
- 1999: Galeria do SESI, São Paulo.
- 2001: Galeria Nara Roesler, São Paulo; Gallery Gan, Tóquio.
- 2004: Instituto Tomie Ohtake, São Paulo.
- 2007: Novo Olhar, Museu Oscar Niemeyer, Curitiba.
- 2009: Estação Pinacoteca, São Paulo.